# Albert Chenevier
Pour les articles homonymes, voir Chenevier.
Albert Chenevier (1875-1939) est un juriste français qui fut secrétaire général de l'Assistance publique - Hôpitaux de Paris. Il a donné son nom à l'un des hôpitaux du groupe hospitalier Henri-Mondor de la ville de Créteil (Val-de-Marne).

## Biographie
Albert Chenevier soutient sa thèse de doctorat en droit à l'Université de Nancy en 1899. Il commence sa carrière à l'Assistance publique en 1900 au service du contentieux. Il en occupera la fonction de secrétaire général de 1926 à 1938. Il sera notamment membre de la Ligue des droits de l'homme.
Il épouse Suzanne Schmolle en 1913 et a une fille Antoinette en 1914. Antoinette Chenevier épouse Pierre Lazarus, avocat, résistant (réseau Brick FFC) en Ardèche, mort pour la France en déportation en 1945. Ils ont deux enfants : l'anthropologue Sylvain Lazarus né en 1943 et le professeur de médecine Antoine Lazarus né en 1941 marié à la psychiatre Caroline Mangin (fille de Stanislas Mangin, compagnon de la libération, et de Nicole Pleven). Ils ont deux filles : Marthe Lazarus et Jeanne Lazarus, compagne de Pap Ndiaye.